# Hege Nilssen
Hege Nilssen (* 27. August 1974) ist eine frühere norwegische Biathletin und Skilangläuferin.
Hege Nilssen startete für Gruben IL und startete zunächst im Skilanglauf. Hier bestritt sie zwischen 1997 und 2002 unterklassige FIS- und Continental-Cup-Rennen. Ihr erstes Rennen über 5 Kilometer Freistil bestritt sie Mitte Dezember 1997 in Meraaker, im Continentalcup und wurde 18. Fast genau drei Monate später kam sie am Holmenkollen in Oslo zu ihren ersten und einzigen Einsatz im Weltcup. Über 30 Kilometer Klassisch verpasste Nilssen um elf Plätze die Punkteränge. Im Januar 1990 gewann die Norwegerin in Valkeakoski ein 15-Kilometer-Continentalcup-Freistilrennen. Im März des Jahres erreichte sie in Sapporo über 10 Kilometer Continentalcup Freistil hinter Midori Furusawa den zweiten Rang und damit auch eine zweite Podiumsplatzierung. Dennoch konnte sie sich auf Dauer nicht im norwegischen Skilanglauf-Nationalteam etablieren und wechselte zur Saison 2001/02 zum Biathlonsport.
Schon in ihrer ersten Saison kam Nilssen im Europacup zum Einsatz und erreichte mit Evelyn Lauvstad Hanevold, Borghild Ouren und Tora Berger hinter der deutschen und vor der tschechischen Vertretung den zweiten Platz. Erfolgreichste Saison wurden die anschließende des Wettkampfjahres 2002/03. In einem halben Dutzend Europacuprennen erreichte sie einstellige Ergebnisse, in Ridnaun gewann sie vor ihren Landsfrauen Liv-Kjersti Eikeland und Ann Helen Grande ein Sprintrennen. In der Gesamtwertung der Saison erreichte sie den siebten Platz. Höhepunkt der Karriere wurden die Europameisterschaften 2003 in Forni Avoltri, bei denen Nilssen 27. des Sprints und 24. der Verfolgung wurde. Das Einzel beendete sie nicht. Weitere Einsätze hatte die Norwegerin danach nicht mehr.